# Ekonomika Gruzie
Ekonomika Gruzie je rozvíjející se ekonomika volného trhu. Její hrubý domácí produkt po pádu Sovětského svazu prudce poklesl, ale v polovině roku 2000 se zotavil a díky ekonomickým a demokratickým reformám, které přinesla mírová Růžová revoluce, vzrostl dvojciferně. Gruzie pokračovala ve svém hospodářském pokroku od doby, kdy se „přesunula z téměř neúspěšného státu v roce 2003 k relativně dobře fungující tržní ekonomice v roce 2014“.  V roce 2007 jmenovala Světová banka Gruzii světovým ekonomickým reformátorem číslo jedna   a soustavně řadí zemi na vrchol jejího indexu snadnosti podnikání.
Gruzínská ekonomika je podporována relativně svobodnou a transparentní atmosférou v zemi. Podle zprávy Transparency International z roku 2018 je Gruzie nejméně zkorumpovaným státem v černomořském regionu a překonává všechny své bezprostřední sousedy i sousední státy Evropské unie.  Se smíšeným prostředím zpravodajských médií je Gruzie také jedinou zemí v jejím bezprostředním sousedství, kde není tisk považován za nesvobodný. 
Od roku 2014 je Gruzie součástí zóny volného obchodu Evropské unie, přičemž EU je i nadále největším obchodním partnerem v zemi a představuje více než čtvrtinu celkového obratu obchodu Gruzie.  V návaznosti na obchodní pakt EU byl rok 2015 poznamenán dalším nárůstem dvoustranného obchodu, zatímco obchod se Společenstvím nezávislých států (SNS) prudce poklesl. 

## Dějiny
Do 20. století měla Gruzie převážně agrární ekonomiku.
Gruzínská moderní ekonomika se tradičně točí kolem černomořské turistiky, pěstování citrusových plodů, čaje a hroznů; těžba manganu a mědi; a produkce velkého průmyslového odvětví vyrábějícího víno, kovy, stroje, chemikálie a textil.
Stejně jako mnoho postsovětských zemí prošla Gruzie v 90. letech obdobím prudkého ekonomického poklesu s vysokou inflací a velkými rozpočtovými deficity v důsledku přetrvávajících daňových úniků. V roce 1996 Gruzínský deficit rozpočtu vzrostl až na 6,2%. Během tohoto období hrály mezinárodní finanční instituce v gruzínských rozpočtových výpočtech zásadní roli. V roce 1997 dosáhly multilaterální a bilaterální granty a půjčky 116,4 milionů lari; v roce 1998 činily 182,8 milionů lari.
Hospodářské oživení brzdily separatistické spory v Abcházii a Jižní Osetii, odpor vůči reformám ze strany některých zkorumpovaných a reakčních frakcí, a Asijská finanční krize z roku 1997. Vláda pod vedením prezidenta Ševardnadzeho (ve funkci v letech 1995–2003) přesto dosáhla určitého pokroku v základních tržních reformách: liberalizovala všechny ceny a většinu obchodu a zavedla stabilní národní měnu (lari).
Na konci 90. let bylo privatizováno více než 10 500 malých podniků, a přestože privatizace středních a velkých firem byla pomalá, více než 1 200 středních a velkých společností bylo založeno jako akciové společnosti. Zákon a vyhláška, která stanoví právní základ a postupy pro privatizaci státního majetku, snížily počet společností ovládaných státem.
USA začaly pomáhat Gruzii v procesu reforem brzy poté, co země získala nezávislost na Sovětském svazu . Postupně se pozornost přesunula z humanitárních na technické programy a programy budování institucí.

## Přímé zahraniční investice v Gruzii
Vysoký příliv přímých zahraničních investic (PZI) je hnacím faktorem rychlého ekonomického růstu v Gruzii od roku 2003. 
Atraktivní a liberální investiční prostředí a rovný přístup k místním i zahraničním investorům činí ze země atraktivní destinaci pro přímé zahraniční investice.
Stabilní ekonomický rozvoj, liberální a tržně orientovaná hospodářská politika, pouze 6 typů daní a snížené daňové sazby, snížený počet licencí a povolení, výrazně zjednodušené administrativní postupy, preferenční obchodní režimy se zahraničím, výhodná zeměpisná poloha, dobře rozvinutá, integrovaná a multimodální doprava infrastruktura, vzdělaní, kvalifikovaní a konkurenceschopní pracovní síly představují v Gruzii pevnou půdu pro úspěšné podnikání. Kromě dalších výhod má Gruzie bezplatné průmyslové zóny, kde jsou společnosti osvobozeny od všech daní z příjmu právnických osob. 

## Obchod

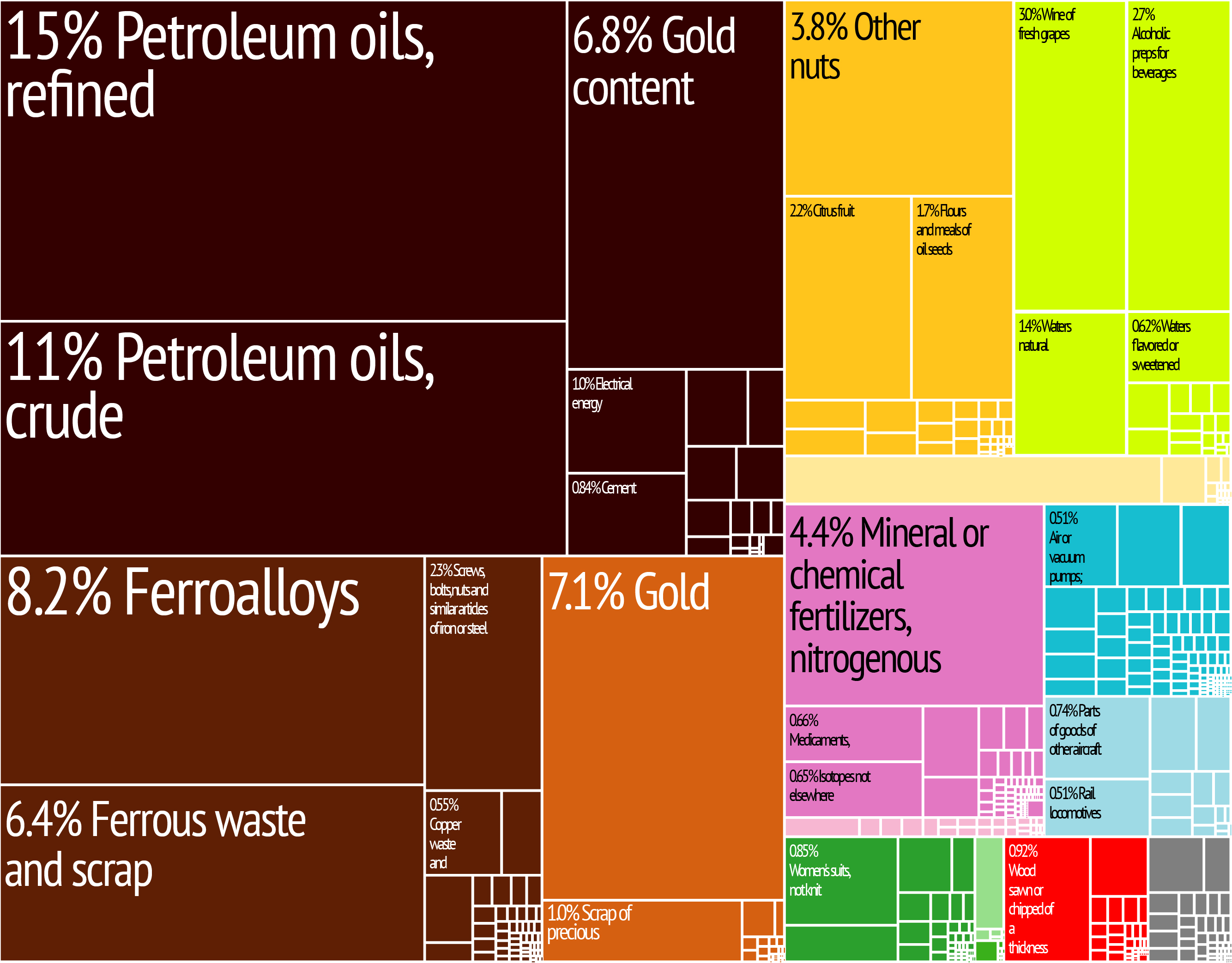
Graf gruzínského vývozu

Od roku 2014 je Gruzie součástí zóny volného obchodu Evropské unie, přičemž EU je i nadále největším obchodním partnerem v zemi a představuje více než čtvrtinu celkového obratu obchodu Gruzie.  V návaznosti na obchodní pakt EU byl rok 2015 poznamenán dalším nárůstem dvoustranného obchodu, zatímco obchod s Ruskem vedeným Společenstvím nezávislých států (SNS) poklesl o 22%. 
Od roku 2015 byly hlavní gruzínské vývozy: měděné rudy a koncentráty, feroslitiny, lískové ořechy, léky, dusíkatá hnojiva, víno, ropa, minerální voda, nedenaturovaný ethanol a lihoviny. 
V roce 2015 byly hlavními dovozy Gruzie: ropné produkty, vozidla, uhlovodíky, měděné rudy a koncentráty, mobilní telefony a jiné bezdrátové telefony, pšenice, cigarety, železné trubky, konstrukce a části konstrukcí ze železa . 

## Nezaměstnanost
Nezaměstnanost je v Gruzii přetrvávajícím problémem od doby, kdy v roce 1991 získala nezávislost. Podle Národního statistického úřadu (Gruzie) činila míra nezaměstnanosti v roce 2013 16,9% a v roce 2019 byla snížena na 11,6%. 
Téměř polovina gruzínské populace žije na venkově, kde je hlavním zdrojem obživy soběstačné zemědělství s nízkou intenzitou.  Gruzínská statistická služba zařazuje jednotlivé osoby do kategorie samostatně výdělečně činných osob. Od roku 2007 bylo v zemědělství uvedeno 416 900 osob jako osob samostatně výdělečně činných.  U velkých rodin se hlavy domácností obvykle označují jako „individuální podnikatelé“, členové rodiny, kteří pomáhají obdělávat půdu, se klasifikují jako „neplacení pracovníci rodinného podniku“. Použití této metodiky vytváří relativně nízkou míru nezaměstnanosti na venkově.  Sousední země vykazují poněkud podobné výsledky. Například Arménie měla v roce 2015 18,26% míru nezaměstnanosti, což je 532 644 lidí.  
|                                              | 2013    | 2014    | 2015   | 2016    | 2017    | 2018    | 2019    | 2020 1  | 2020 2  |
| -------------------------------------------- | ------- | ------- | ------ | ------- | ------- | ------- | ------- | ------- | ------- |
| Aktivní populace (pracovní síla), tisíc osob | 1 978,6 | 1 984,6 | 2018,0 | 1 996,2 | 1 983,1 | 1 939,9 | 1 911.2 | 1 892,7 | 1 919,8 |
| Zaměstnaný, tisíc osob                       | 1643,4  | 1 694,4 | 1733,8 | 1717,3  | 1 706,6 | 1 694,2 | 1 690,2 | 1 667,5 | 1 684,0 |
| Nezaměstnaní, tisíc osob                     | 335,2   | 290.2   | 284,2  | 278,9   | 276,4   | 245,7   | 221,0   | 225.2   | 235,9   |
| Míra nezaměstnanosti, procento               | 16.9    | 14.6    | 14.1   | 14.0    | 13.9    | 12.7    | 11.6    | 11.9    | 12.3    |

## Struktura ekonomiky

### Energie

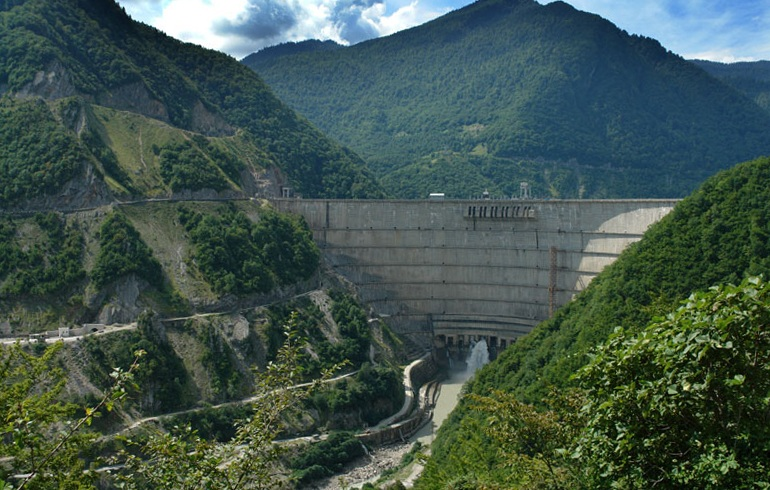
Vodní elektrárna Enguri, dokončená v roce 1987, poskytuje 46 procent gruzínské elektřiny

V posledních letech Gruzie plně deregulovala své odvětví elektřiny a nyní existuje volný a otevřený přístup na trh.
Gruzie má značnou vodní kapacitu, což je faktor, který se stává stále důležitější součástí jejích dodávek energie a její hospodářské politiky. Topografie země a hojnost vodních zdrojů jí dávají vážný potenciál ovládnout hydroelektrické trhy v oblasti Kavkazu. Gruzínské ministerstvo energetiky odhaduje, že na území Gruzie je kolem 26 000 řek, přičemž přibližně 300 z nich je významných z hlediska výroby energie.

### Zemědělství
V současné době je v zemědělství zaměstnáno asi 55% z celkové pracovní síly, i když většinu z toho tvoří soběstačné zemědělství .
Gruzínská zemědělská výroba se začíná zotavovat po devastaci způsobené občanskými nepokoji a nezbytnou restrukturalizací po rozpadu Sovětského svazu. Živočišná výroba se začíná lepšit, i když je i nadále konfrontována s malými a sporadickými nákazami. Roste domácí produkce obilí a vláda investuje do zlepšení infrastruktury, aby zajistila odpovídající distribuci a příjmy zemědělcům. Produkce čaje, lískových ořechů a citrusů značně utrpěla v důsledku konfliktu v Abcházii, což jsou klíčové oblasti pro pěstování těchto plodin.
Přibližně 7% gruzínského HDP (2011) vytváří agrární sektor.
Vinařství je nejdůležitější oblastí gruzínského zemědělství. V Gruzii se pěstuje více než 450 druhů místní révy a země je považována za jedno z nejstarších míst produkce špičkových vín na světě. Rusko bylo tradičně největším exportním trhem pro gruzínské víno. To se však změnilo v roce 2006, kdy Rusko zakázalo dovoz vína a minerálních vod z Gruzie, čemuž předcházely prohlášení gruzínských vládních úředníků o nízkých požadavcích na kvalitu ruského trhu. Od té doby se gruzínští producenti vína snažili udržet produkci a proniknout na nové trhy.

### Cestovní ruch
Turismus v Gruzii je jedním z nejrychleji rostoucích sektorů místní ekonomiky, který má vysoký potenciál pro další rozvoj. Během posledních let se počet návštěvníků Gruzie významně zvýšil, což přispělo k růstu dalších odvětví souvisejících s cestovním ruchem. Vláda Gruzie za účelem podpory rozvoje odvětví cestovního ruchu výrazně investuje do rozvoje dopravy a základní infrastruktury, obnovy a rozvoje turistických destinací, což je stimulem pro generování soukromých investic. V roce 2011 vzrostla celková produkce služeb souvisejících s cestovním ruchem o 77% ve srovnání s rokem 2006 a představovala 7,1% celkové produkce ekonomiky.  V roce 2018 generoval cestovní ruch v Gruzii daňové příjmy ve výši 3,4 miliardy dolarů.  

## Partnerství mezi ČR a Gruzií
Obchodní výměna mezi ČR a Gruzií probíhá v rámci WTO a bilaterálních dohod mezi EU a Gruzií. ČR uzavřela s Gruzií i samostatné obchodní dohody.
Gruzie patří mezi 6 prioritních zemí zahraniční spolupráce (ZRS) ČR. Počínaje rokem 2018 upravuje aktivity ZRS ČR v Gruzii Program dvoustranné rozvojové spolupráce platný do roku 2023.
Vzhledem k otevřenosti gruzínské ekonomiky nejsou v Gruzii zvláštní překážky ani bariéry pro proniknutí na trh služeb.
Česká republika se řadí výší svých přímých zahraničních investic do Gruzie mezi největší investory, konkrétně od roku 2007 patří mezi prvních pět evropských investorů v oblasti.
V Gruzii se angažují české firmy jako Energo-Pro Georgia, což je společnost, která zde působí od roku 2007 a je největší gruzínskou energetickou společností. Dále také Kopos Kolín (elektroinstalační úložný materiál z plastu a kovu) nebo MND Group (ropa a zemní plyn).
Český vývoz do Gruzie každoročně stoupá a to především v oblastí strojů, dopravních prostředků, kovových výrobků a zbraní.  